# 楠本周三
楠本 周三（くすもと しゅうぞう、1879年〈明治12年〉 - 1920年〈大正9年〉2月29日）は、日本の医師。現在の長崎県長崎市出身。フィリップ・フランツ・フォン・シーボルトの曽孫で、楠本高子の長男。

## 概要
母である楠本高子は、1866年（慶応2年）、三瀬諸淵（三瀬周三）と結婚した。三瀬はシーボルト門下の医者で、二宮敬作の甥に当たった。そして1877年（明治10年）に三瀬諸淵に先立たれた後、異母兄・石井信義の元で産婦人科を学んだ。
しかし、石井信義のところに出入りしていた医師である片桐重明に船中で強姦され、周三（亡き夫三瀬周三にちなんで命名）を妊娠した。
妊娠した高子は1879年（明治12年）長崎に戻り、周三を出産した。周三は生まれると間もなく池原家に養子に出され、高子は山脇泰助（佐賀柄崎病院長）と再婚した。翌1880年（明治13年）、高子の母である楠本イネは池原家から自分の養子として引き取り、養育を始めた。また高子は山脇との間に三人の女児（初、たき、種子）を授かっていたが、その山脇も1886年（明治19年)9月にコレラで急逝したため、高子も再び長崎のイネのもとに戻り、同居を始めた。
1889年（明治22年）秋、フィリップ・フランツ・フォン・シーボルト離日時に英国公使館通訳官として日本に残った異母弟アレクサンダー・フォン・シーボルトの招聘でイネは周三を伴って再び上京した。麻布区仲ノ町11番地アレクサンダーの弟ハインリヒ・フォン・シーボルトの持ち家の空き洋館に住居を定め、 麻布狸穴に産科医院を開業した（イネは医師免許を取得しなかったため、産婆として）。イネは1891年（明治24年）には高子親子をそこに呼び同居している。
周三は1897年（明治30年）に獨逸学協会学校に入学し、1902年（明治35年）に卒業した。そして東京慈恵会医院医学専門学校（現在の東京慈恵会医科大学）に1904年（明治37年）に入学し、1908年（明治41年）に卒業した。卒業後東京病院で研修し、その後舞鶴海軍病院（現・国立病院機構舞鶴医療センター）に勤務して、1920年（大正9年）2月29日に41歳で没した。

## 親族
周三は妻のチエとの間に長男の楠本周篤（くすもと かねあつ）と長女の日出子（東京慈恵会医科大学出身の長尾貞一に嫁す）を授かっている。
周篤は1936年（昭和15年）に東京慈恵会医科大学を卒業し、永らく東京都の杉並保健所長を務め、1982年（昭和57年）に没した。日出子の孫に堀内和一朗（医師、ファウストボール選手、メンサ会員）がいる。